# Novacene, Sofia
Novacene (în bulgară Новачене) este un sat în comuna Botevgrad, regiunea Sofia,  Bulgaria. 

## Demografie
Componența etnică a satului Novacene
     Bulgari (65,75%)
     Romi (32,68%)
     Nicio identificare (1,33%)
     Altele (0,54%)
La recensământul din 2011, populația satului Novacene era de 1.276 locuitori. Din punct de vedere etnic, majoritatea locuitorilor (65,75%) erau bulgari, cu o minoritate de romi (32,68%). Pentru 1,33% din locuitori nu este cunoscută apartenența etnică.